# Coronopora truncata
Coronopora truncata is een mosdiertjessoort uit de familie van de Lichenoporidae. De wetenschappelijke naam van de soort is, als Tubulipora truncata, voor het eerst geldig gepubliceerd in 1828 door Fleming.